# Pablo Ruiz
Pablo Maximiliano Miguel Coronel Vidoz (Buenos Aires, 4 de mayo de 1975), conocido con el nombre artístico de Pablo Coronel, Pablo Ruiz o Pablito Ruiz, es un actor y cantante argentino. Comenzó su carrera artística en 1983, con el nombre artístico de Pablo Coronel, a la edad de 8 años, como parte del elenco infantil del programa Festilindo, participando en el álbum coral Las Nuevas Canciones de Festilindo '83, publicado por ATC a través de American Recording. En este elenco se mantuvo hasta el año 1986. Posterior a ello emprendería una carrera solista con el nombre artístico de Pablo Ruiz.
En 1989, llegaría su consagración internacional al presentarse en la edición número XXX del Festival Internacional de la Canción de Viña del Mar, los días 17 y 18 de febrero donde habría de recibir el Premio Antorcha de Plata. Sería el artista más joven en llegar a ese escenario con tan solo 13 años, récord que mantuvo hasta el año 2002 cuando se presentó la cantante Melody con solo 11 años.
Su hit más conocido es la canción pop ¡Oh mama! ella me ha besado, incluida en el segundo disco solista, Un Ángel, placa discográfica del año 1988. Canción que fue incluida en el puesto #69 de Las 100 más grandiosas canciones de los años ochenta en español del ranking armado por el  canal de televisión VH1.

## Orígenes
Pablo Ruiz nació el 4 de mayo de 1975 en Buenos Aires, Argentina. Hijo de Irene Vidoz y Felipe Miguel Coronel, es el menor de 3 hermanos: Claudio, Silvina y Cristian. Quedó huérfano antes de los 2 años. Su mamá, quien tenía talento para la música, fue quien le inculcó el gusto por el canto. Ella tuvo la posibilidad de integrar el trío Los Panchos pero no tuvo el acompañamiento de sus padres quienes no veían ello como decoroso para una mujer, según contó el artista en una entrevista.
Desde niño su madre alentó sus talentos artísticos. Gracias a ello llegó a ser extra en la serie televisiva Señorita Maestra y luego de ello, tuvo su oportunidad para integrar la troupe del programa infantil Festilindo. Un programa de donde también salieron los artistas Laura Miller, Florencia Peña, Luciano Pereyra y Lorena Paola.
Ingresó al programa televisivo con el nombre artístico de Pablo Coronel, formando parte del mismo entre los años 1983 y 1986. Durante ese periodo participó en los siguientes álbumes de estudio:   
- 1983. Lado A canción 6 Hay un hombre en casa. álbum Las Nuevas Canciones De Festilindo '83.[10]
- 1986. Lado A canción 1 Tu que escuchas, álbum Mas allá de Festilindo.[11]

## Carrera solista
En 1986 firmó contrato con EMI quien lo ficho como parte de su plantel de artistas, ya que estos veían en Pablo a un futuro Luis Miguel.

## El disco debut
En 1987, a la edad de 11 años, publicó su disco debut como solista, a la edad de 13 años, para la empresa discográfica EMI Capitol. El álbum epónimo Pablo Ruiz que fue producido por Rubén Amado, conocido por haber escrito algunos de los primeros éxitos de Luis Miguel como 1+1=2 enamorados y Directo al corazón. De este álbum se destacaron las canciones Mi chica ideal y Sol de verano. Este año recibe el Premio Prensario como Artista Revelación y disco de Oro y Platino. Por las ventas obtenidas, logró las siguientes certificaciones:
- Argentina disco de oro.
- Argentina disco de Platino.

## El segundo disco y la consagración en Viña del Mar
En 1988 se publicó su segundo disco Un ángel, nuevamente producido por Rubén Amado quien compone para él todas las canciones del álbum con excepción de Quédate junto a mi, autoría de Tormenta y Mariano Baravino. De este disco se destacaron lo sencillos  ¡Oh mamá! ella me ha besado, que se convierte en uno de los hits más recordados de la década,  Orgullosa nena y  Lady, lady.  
Con este disco llegó su consagración internacional. Nuevamente fue merecedor del Premio Prensario por Artista del año y Premio Antorcha de Plata luego de haber participado en la edición número XXX del Festival Internacional de la Canción de Viña del Mar, los días 17 y 18 de febrero.  
Por las ventas obtenidas, logró las siguientes certificaciones: 
- Argentina disco doble de Platino.
- Chile disco cuádruple de Platino.
- México disco de Platino.

## El tercer disco: Océano
En  abril de 1989 lanzó su tercer disco de estudio Océano. Nuevamente producido por Rubén Amado se destacaron los sencillos Océano, Hawái, Mi corazón se fue y La Malagueña. Esta última canción se ha destacado como una de las más importantes de su carrera. El álbum fue grabado en los estudios Panda, mismo recinto donde grabaran músicos como Charly García, Fito Páez y Soda Stereo.
Durante el mes de mayo presenta las canciones de este disco en cuatro shows que da en el Estadio Chile (hoy Estadio Víctor Jara) los días sábado 13 y domingo 14 de mayo. Durante esa visita, en un almuerzo con los medios de comunicación, se informa que al segundo día de venta del disco, ya se habían superado las 15 mil unidades, y recibe el disco de Oro.
Por las ventas obtenidas, logró las siguientes certificaciones:
- Argentina disco de Oro.
- Chile disco de Platino.
- México disco de Platino.

## El cuarto disco: Espejos Azules. El miedo de cambiar de voz
Espejos Azules fue el cuarto álbum de estudio, lanzado por EMI Capitol  a principios de 1990. El álbum fue grabado en los estudios Temple Récords entre enero y febrero de 1990 y fue producido nuevamente por  Rubén Amado. Las canciones Espejos azules y Manías fueron los sencillos promocionales del álbum. El disco fue publicado cuando tenía 14 años cumplidos, y fue presentado los días 6, 7 y 8 de julio en el Teatro Opera. Tanto en estudio como en vivo se notó en el artista un cambio de tesitura en su voz acorde con los cambios que atravesaba por la pubertad. En diversas publicaciones periodísticas el artista hace referencia a que no le preocupa el cambio de voz antes las consultas de la prensa.
Este año recibió los premios TV y Novelas, como Cantante revelación 89', Premio Revelación Pop por balada del año en música latina otorgado por La Revista Billboard y el Premio Siempre en Domingo, por Cantante más importante del año 1989.

## El quinto disco: Irresistible. Los conflictos con el sello discográfico
Irresistible fue la quinta producción discográfica. Para esta producción contó con la dirección musical de Gian Pietro Felisatti, (productor que trabajó con artistas como  Paloma San Basilio, Fey, Yuri y Alejandra Guzmán). El álbum fue grabado en los estudios Desiree, en Milán, Italia y las voces grabadas y mezcladas en los estudios Balu Balu, en Madrid, España. El disco es publicado el 3 de mayo de 1992. De este disco destacaron los sencillos Por ella, El rincón prohibido e Irresistible La prensa puso acento en que recientemente había atravesado una cirugía de garganta, que algunos confundieron con una cirugía estética.
Por esta época se acentuó el bullying y la discriminación que recibió desde niño por su tendencia a una orientación homosexual. A las burlas que recibió en un programa de televisión argentino muy famoso por aquellos días, Ritmo de La Noche de Marcelo Tinelli, por la imitación que hacia de él el comediante Miguel de Sel, se sumaron los reparos de su discográfica que no veían con buenos ojos la tendencia que comenzaba a visibilizarse en su niño prodigio. El sello pretendía manejar su imagen, las canciones y el estilo de modo que tuviera una imagen heterosexual a los ojos del público adolescente.

## 60/90. Mudanza a México
60/90 fue el título de la sexta producción discográfica, publicado en 1994. Fue grabado en S.A.S. estudios, en Barcelona, España en agosto de 1993. La dirección artística estuvo a cargo de Adrían Posse, ejecutivo de BMG y EMI que supo trabajar con artistas como Alex Syntec, Daniela Romo, Thalía y Ricardo Montaner.  De este disco con estilo retro se destacaron las canciones Anoche no dormí y Lucilla.
En este disco, como en el anterior, se destaca su imagen robusta y masculina. El cantante mencionó en algunas entrevistas, recordando esta época, en que lo obligaban a ir al gimnasio para trabajar su imagen. Plenamente establecido en México las diferencias con su sello se profundizan. 

## Aire. El cambio de sello discográfico
Aire fue  el séptimo álbum de estudio. Fue lanzado al mercado por la empresa discográfica Sony Music Entertainment México S.A. De C.V. el 18 de diciembre de 1996, dejando atrás su etapa con EMI. El álbum contó con la producción de Alex Zepeda, quien trabajó con artistas como José José, Cristian Castro, Yuri y Verónica Castro, y José Ramón Flores, quien hizo lo propio con Luis Miguel, Daniela Romo, Pandora, Mijares, Yuri y Alejandra Guzmán. De esta producción se destacaron los sencillos Aire y Lola. Igualmente resalta su nueva imagen, con cabello largo.
Luego de esta producción y desencantado por las desavenencias y conflictos causados por su orientación sexual, el bullyng, la insistencia de ocultarse bajo una imagen masculina, los discos grabados y nunca publicados por su anterior sello discográfico, dejó México, partiendo hacia Miami. Fue una etapa en, la que recuerda, debió vivir de asear mascotas ya que su carrera musical se había interrumpido. Carrera atrapada por un contrato leonino que lo obligó al silencio por varios años.

## Renacer. El Regreso
2007 fue su año de retorno a Argentina. Participó en el programa de Susana Giménez en su sección El Circo de las Estrellas. Al siguiente año, en 2008, participó en el programa televisivo conducido por Marcelo Tinelli, ShowMatch en "Bailando por un sueño", junto a la participante Vanesa Encina Gotzl, siendo eliminado en la semana 14.
En 2010 vuelve a la música con Renacer, su octava placa discográfica que fue publicada por Pattaya Records. Con la producción de Roberto Brandon Valencia, en este disco Pablo explora una nueva faceta como autor de varias de sus canciones. De este disco se destaca Ábreme tu ventana, una nueva versión de Mi chica ideal y un remix de ¡Oh mama! ella me ha besado.
En 2011 Pablo Ruiz revela públicamente  ser homosexual, lo que años después habría de reconocer le cerró algunas puertas.
En 2012, siguiendo con sus participaciones en programas de TV, participa en un capítulo de la serie televisiva Graduados de Telefe en donde se interpreta a sí mismo como un atribulado cantante que no puede cantar.
En 2014 es el centro de una polémica cuando trasciende que la banda australiana Tame Impala en It feels like we only go backwards habría plagiado  la canción Océano que fue primer sencillo y título del cuarto disco de Pablo.
Ese mismo año, participó en varias galas de Tu cara me suena 2. Imitó a Bruce Springsteen, reemplazando a Miguel Ángel Rodríguez. También acompañó a Coki Ramírez imitando a Ricky Martin y a Patrick Swayze en Dirty Dancing.
En noviembre de 2016 retoma su carrera con un prelanzamiento con el "Tour corazón" por Chile, México, Argentina llenando todos los teatros y ciudades donde se presentó. En abril de 2017 hace su relanzamiento con un disco de 22 canciones entre ellas algunos de sus clásicos re versionados y canciones nuevas como "Tu nombre", "Tu carácter" y "Otro día de calor"  de su autoría producidos por su mánager Gonzalo Novellino y productor musical Martín Román con participación de producción de Chile, varias canciones cuentan con participación de artistas reconocidos. Actualmente, su único éxito conocido en todos los países del mundo es "Oh Mamá (Ella me ha besado)".

## Discografía
| Año de publicación | Álbum          | Disquera        |
| 1987               | Pablo Ruiz     | EMI Capitol     |
| 1988               | Un ángel       | EMI Capitol     |
| 1989               | Océano         | EMI Capitol     |
| 1990               | Espejos Azules | EMI Captiol     |
| 1992               | Irresistible   | EMI Capitol     |
| 1993               | 60/90          | EMI Capitol     |
| 1997               | Aire           | Sony Music      |
| 2010               | Renacer        | Pattaya Records |
| 2013               | Aquí...        |                 |
| 2017               | Tu nombre      | Faro latino     |
| 2018               | Déjate llevar  |                 |

## Colaboraciones
| Año  | Canción                         | Artista invitado | Álbum                |
| 1988 | Te juro que no salgo esta noche | Ivana Morandi    | Ivana Morandi        |
| 2011 | Quiero verte                    | El Combo 10      | Fuego                |
| 2016 | Te quiero                       | Fontana          | Te Quiero (single)   |
| 2016 | Cachetada                       | Las Crème Brûlée | Ma De Amor           |
| 2016 | Hay que enamorarlas             | Sin Recreo       | Directamente Para Ti |

## Filmografía

### Televisión
| Año       | Título                                    | Notas                 |
| --------- | ----------------------------------------- | --------------------- |
| 2007      | Susana Giménez: El Circo de las Estrellas | 6.º Lugar             |
| 2008      | Showmatch: Bailando por un sueño 2008     | 24.º / 14.º Eliminado |
| 2010      | Fiebre de baile 3                         | 12.º Eliminado        |
| 2013      | Trepadores                                | Abandona              |
| 2020      | MasterChef Celebrity Chile                | 4.º Eliminado         |
| 2020-2021 | Cantando 2020                             | 22.º eliminado        |
| 2022      | Canta conmigo ahora                       | Jurado                |

| Año  | Título                         | Personaje | Notas                                |
| ---- | ------------------------------ | --------- | ------------------------------------ |
| 2010 | Teatro en CHV                  | Simon     | Participación especial               |
| 2012 | Graduados                      | El mismo  | Participación especial               |
| 2014 | Viudas e hijos del Rock & Roll | El mismo  | Participación especial               |
| 2020 | La Casa de las Flores          | Yeko B    | Participación especial (temporada 3) |

### Cine
| Año  | Título                   | Notas                                       |
| ---- | ------------------------ | ------------------------------------------- |
| 2018 | Cuando dejes de quererme | Participación especial como Guardia Civil 2 |